# Nordihydrocapsaïcine
Nordihydrocapsaïcine is een alkaloïde, analoog en verwant aan capsaïcine. De stof komt voor in chilipepers (Capsicum). 

## Eigenschappen
Nordihydrocapsaïcine is net als capsaïcine irriterend. Het totale mengsel aan capsaïcinoïden bestaat voor 7% uit nordihydrocapsaïcine en is ongeveer half zo scherp als capsaïcine. Pure nordihydrocapsaïcine is een lipofiele, kleurloze en reukloze kristallijne tot wasachtige stof. Op de scovilleschaal heeft het 9.100.000 Scoville-eenheden, significant hoger dan pepperspray.

## Naamgeving
De aanduiding "Nor" geeft aan dat de verbinding in vergelijking met capsaïcine een koolstofatoom minder heeft. De alkylketen is één CH2-groep korter.  "Dihydro" geeft aan dat de dubbele binding die in die verbinding voorkomt verzadigd is.